# Micrixalus kottigeharensis
Micrixalus kottigeharensis là một loài ếch trong họ Ranidae. Chúng là loài đặc hữu của Ấn Độ.
Môi trường sống tự nhiên của nó là các khu rừng đất thấp ẩm nhiệt đới hoặc cận nhiệt đới và sông. Loài này đang bị đe dọa do mất môi trường sống. Phần thứ hai của danh pháp có nghĩa là từ vùng Kottigehara.